# Сау Жуау ди Негрилюш
Сау Жуау ди Негрилюш (на португалски: São João de Negrilhos) е селище в окръг Бежа, южна Португалия. Населението му е около 1482 души (2011).
Разположено е на 17 km западно от град Бежа и на 123 km югоизточно от столицата Лисабон. Площта му е 77,02 km² и е част от общината Алжущрил.